# Peter Gunn
Peter Gunn (1958–1961) – amerykański serial kryminalny stworzony przez Blake’a Edwardsa. Wyprodukowany przez Spartan Productions.

## Emisja
Jego światowa premiera odbyła się 22 września 1958 r. na kanale NBC, gdzie był emitowany do 27 czerwca 1960 r. Od 3 października 1960 r. serial nadawany był na kanale ABC. Ostatni odcinek został wyemitowany 18 września 1961 r. W Polsce nadawany był dawniej na kanale TVP2.

## Obsada
- Craig Stevens jako Peter Gunn (wszystkie 114 odcinków)[1]
- Lola Albright jako Edie Hart (84 odcinki)
- Herschel Bernardi jako por. Jacoby (102 odcinki)
- Hope Emerson jako matka #1 (1958–1959: 27 odcinków)
- Minerva Urecal jako matka #2 (1959–1960: 18 odcinków)
- James Lanphier jako Leslie/Sloan (15 odcinków)
- Joseph Kearns jako Bartel (1 odcinek)
- Byron Kane jako Barney (45 odcinków)
- Tony Regan jako oficer policji (10 odcinków)
- Morris D. Erby jako sierż. Lee Davis (7 odcinków)
- Herbert Ellis jako Wilbur (5 odcinków)
- Walter Burke jako Ditto (2 odcinki)
- Billy Barty jako Babby (8 odcinków)
- Bill Chadney jako Emmett Ward (42 odcinki)
- Dick Crockett jako Louie Dorson (6 odcinków)
- Ned Glass jako Max Walston (5 odcinków)
- Gene Coogan jako opiekun klubu (5 odcinków)
- Jack Perkins jako napastnik (5 odcinków)
- Peter Mamakos jako por. Vasquez (4 odcinki)
- Henry Corden jako Vladimir (4 odcinki)
- Anthony De Mario jako dr Howard (4 odcinki)
- Frank Richards jako Gus (4 odcinki)
- Paul Baxley jako Earl Mener (4 odcinki)
- Clegg Hoyt jako barman (4 odcinki)
- Dale Van Sickel jako Frankie Cole (4 odcinki)
- Capri Candela jako Capri (4 odcinki)
- Robert Gist jako Jason Willows (3 odcinki)
- Howard McNear jako Charles Quimby (3 odcinki)
- Barbara Stuart jako Shirley Blaze (3 odcinki)
- Stanley Adams jako baron (3 odcinki)
- J. Pat O'Malley jako Homer Tweed (3 odcinki)